# Ellipes peruvianus
Ellipes peruvianus is een rechtvleugelig insect uit de familie Tridactylidae. De wetenschappelijke naam van deze soort is voor het eerst geldig gepubliceerd in 1949 door Lucien Chopard.